# محمد بن علي بن فراج العقلا
الدكتور محمد بن علي فراج العقلا  هو رئيس الجامعة الإسلامية بالمدينة المنورة سابقا.   ولد عام 1957م الموافق 1378هـ في مكة المكرمة.

## المؤهلات العلمية
- بكالوريوس من كلية الاقتصاد والإدارة بجامعة الملك عبد العزيز عام ( 1401 هـ ) .
- ماجستير في الاقتصاد الإسلامي من كلية الشريعة والدراسات الإسلامية عام ( 1406 هـ ) .
- دكتوراه في الاقتصاد الإسلامي من كلية الشريعة والدراسات الإسلامية عام ( 1409 هـ ) .

## التدرج الوظيفي
• معيد - قسم الاقتصاد الإسلامي – كلية الشريعة والدراسات الإسلامية – جامعة أم القرى عام ( 1401 هـ ) .
• أستاذ مساعد – قسم الاقتصاد الإسلامي – كلية الشريعة والدراسات الإسلامية – جامعة أم القرى عام ( 1410 هـ ) .
• عُيِّنَ رئيساً لقسم الاقتصاد الإسلامي – كلية الشريعة والدراسات الإسلامية ، من عام ( 1411 هـ ) إلى عام ( 1415 هـ ) .
• حصل على درجة أستاذ مشارك عام ( 1417 هـ ) .
• كلف وكيلاً لكلية الشريعة والدراسات الإسلامية خلال الفترة من عام ( 1417 هـ ) إلى عام ( 1418 هـ ) .
• عُيِّنَ عميداً لعمادة خدمة المجتمع والتعليم المستمر لمدة عامين اعتباراً من ( 10 / 2 / 1418 هـ ) .
• كلف عميداً لكلية الشريعة والدراسات الإسلامية لمدة ستة أشهر اعتباراً من ( 9 / 1 / 1419 هـ ) بالإضافة إلى عمله عميداً لخدمة المجتمع والتعليم المستمر .
• عُيِّنَ عميداً لكلية الشريعة والدراسات الإسلامية لفترتين اعتباراً من ( 8 / 6 / 1419 هـ ) .
• حصل على درجة أستاذ في الاقتصاد الإسلامي عام ( 1421 هـ ) .
• كلف عميداً لكلية الشريعة والدراسات الإسلامية لمدة ستة أشهر اعتباراً من ( 8 / 6 / 1423 هـ ) .
• صدرت موافقة خادم الحرمين الشريفين على تكليفه وكيلاً لجامعة أم القرى للدراسات العليا والبحث العلمي لمدة ثلاث سنوات اعتباراً من ( 2 / 11 / 1423 هـ ) .
• رئيس اللجنة الدائمة لتعيين المعيدين والمحاضرين اعتباراً من ( 2 / 11 / 1423 هـ ) .
• رئيس اللجنة الدائمة للأبتعاث والتدريب اعتباراً من ( 2 / 11 / 1423 هـ ) .
• صدرت موافقة خادم الحرمين الشريفين على تجديد تكليفه وكيلاً لجامعة أم القرى للدراسات العليا والبحث العلمي لمدة ثلاث سنوات اعتباراً من ( 2 / 11 / 1426 هـ ) .
• صدر الأمر السامي الكريم رقم أ / 31 بتاريخ ( 3 / 3 / 1428 هـ ) بتعيينه مديراً للجامعة الإسلامية بالمدينة المنورة بالمرتبة الممتازة .
• صدر الأمر السامي الكريم رقم أ / 4 بتاريخ ( 2 / 3 / 1433 هـ ) بتمديد خدمته مديراً للجامعة الإسلامية بالمدينة المنورة بالمرتبة الممتاز لمدة أربع سنوات .
- ف يوم السبت 15/11/1434 هـ صدر أمر ملكي بإعفاءه من منصبه .